# 1855 az irodalomban
Az 1855. év az irodalomban.

## Események
- Sárosi Gyula kiszabadul a königgrätzi várfogságból

## Megjelent új művek
- Megjelenik posztumusz Honoré de Balzac 1844-ben írt, befejezetlen regénye: Les paysans (Parasztok)
- George Sand francia írónő: Histoire de ma vie (Életem története)
- Herman Melville amerikai író történelmi regénye: Israel Potter: His Fifty Years of Exile
- William Makepeace Thackeray regénye: The Newcomes (A Newcome család)
- Gustav Freytag német író regénye: Soll und Haben (Tartozik és követel, magyarul Kalmár és báró címen is ismert)
- Eduard Mörike elbeszélése: Mozart auf der Reise nach Prag (Mozart prágai utazása)
- Gottfried Keller svájci író leghíresebb műve: Zöld Henrik (Der grüne Heinrich), „az egyetlen német realista regény, amely az orosz, francia, angol remekművek egyenrangú társa.”[1] Első három kötete 1854-ben, a negyedik 1855-ben jelenik meg
- Joseph Victor von Scheffelnek a 10. században játszódó történelmi regénye: Ekkehard
- Lev Tolsztoj: Szevasztopoli elbeszélések (Севастопольские рассказы, 1855–1856)

### Költészet
- Alfred Tennyson elbeszélő költeménye: Maud
- Henry Wadsworth Longfellow amerikai költőnek a Kalevala mintájára írt eposza: Hiawata (The Song of Hiawatha)
- Walt Whitman Leaves of Grass (Fűszálak) című verseskötete

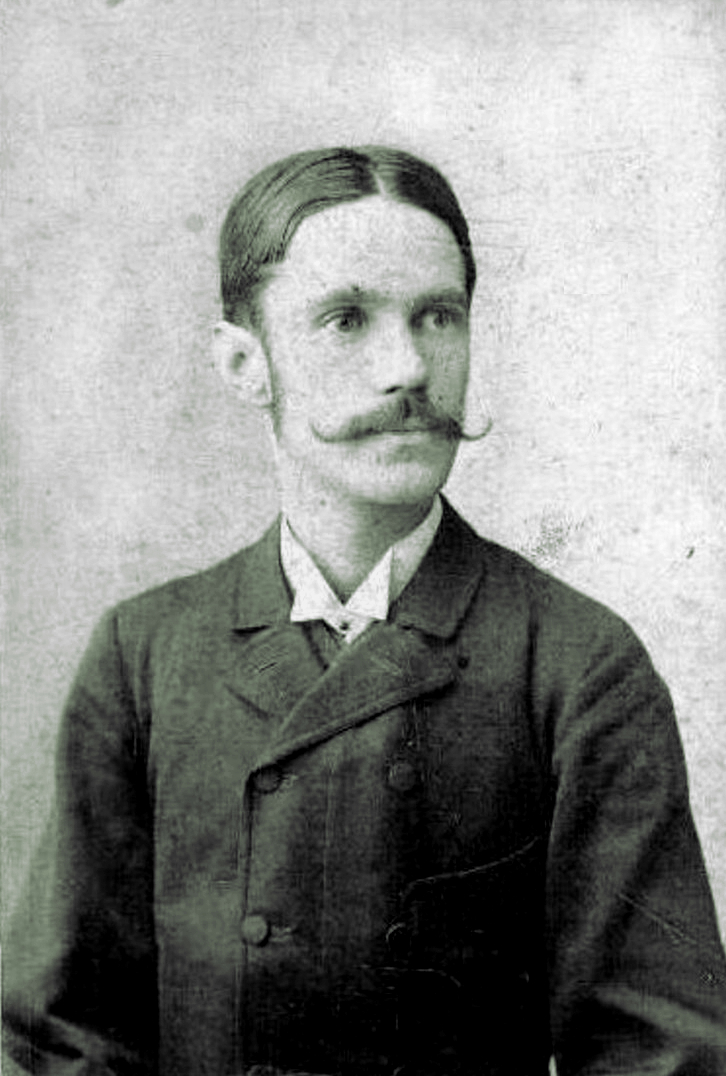
Reviczky Gyula

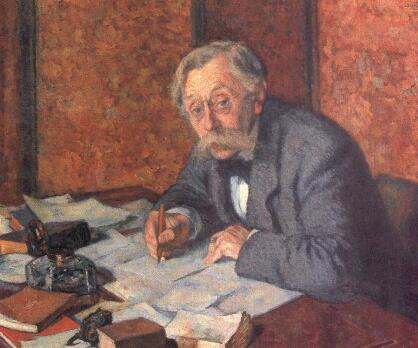
Émile Verhaeren

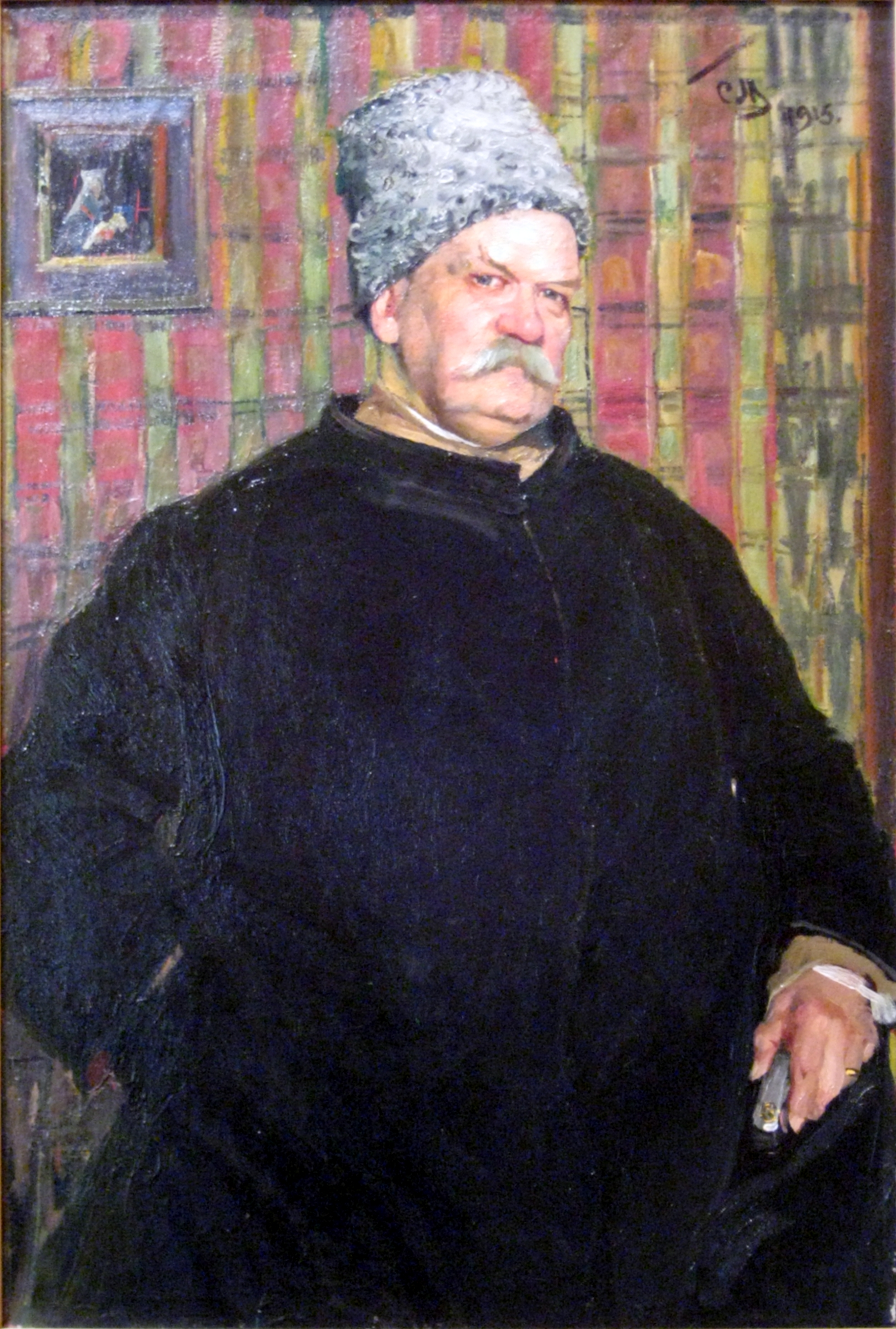
Giljarovszkij

### Dráma
- Megjelenik a Szovremennyik folyóiratban Ivan Turgenyev öt évvel korábban elkészült drámája: Egy hónap falun (Месяц в деревне).[2] A darabot csak több mint húsz évvel később mutatták be

### Magyar nyelven
- Újabb Arany János-balladák látnak napvilágot: Zács Klára, Bor vitéz, Szibinyáni Jank, Árva fiú
- Erdélyi János gyűjteménye: Magyar népmesék
- Kemény Zsigmond regénye: Özvegy és leánya (három kötet, 1855–1857)
- Vörösmarty Mihály egyik utolsó és egyik legnagyobb költeménye: A vén cigány (a Pesti Naplóban)

## Születések
- február 14. – Vszevolod Garsin orosz író († 1888)
- április 9. – Reviczky Gyula költő, író († 1889)
- április 29. – Ferenczy József irodalomtörténész († 1928)
- május 21. – Émile Verhaeren francia nyelven író belga szimbolista költő († 1916)
- július 7. – Ludwig Ganghofer német költő, író († 1924)
- december 8. – Vlagyimir Alekszejevics Giljarovszkij orosz író († 1935)

## Halálozások
- január 26. – Gérard de Nerval francia költő, író (* 1808)
- március 31. – Charlotte Brontë angol regényíró, a Brontë nővérek egyike (* 1816)
- november 16. – Gaal György író, mesekutató, műfordító (* 1783)
- november 19. – Vörösmarty Mihály költő, drámaíró, a magyar romantika legnagyobb alakja (* 1800)
- november 26. – Adam Mickiewicz lengyel költő, író, a 19. század egyik legnagyobb romantikus lengyel költője; az ún. három bárd egyike (* 1798)